# David Canal
David Canal Valero (Barcellona, 7 dicembre 1978) è un ex velocista spagnolo.

## Palmarès
| Anno | Manifestazione          | Sede       | Evento      | Risultato        | Prestazione | Note |
| ---- | ----------------------- | ---------- | ----------- | ---------------- | ----------- | ---- |
| 1996 | Mondiali juniores       | Sydney     | 400 m piani | 7º               | 47"21       |      |
| 1996 | Mondiali juniores       | Sydney     | 4x400 m     | 4º               | 3'06"95     |      |
| 1997 | Europei juniores        | Lubiana    | 400 m piani | Oro              | 46"04       |      |
| 1997 | Europei juniores        | Lubiana    | 4×400 m     | Oro              | 3'08"18     |      |
| 1997 | Mondiali                | Atene      | 4x400 m     | Batteria         | 3'05"35     |      |
| 1998 | Europei                 | Budapest   | 400 m piani | 7º               | 45"93       |      |
| 1998 | Europei                 | Budapest   | 4×400 m     | Bronzo           | 3'02"47     |      |
| 1999 | Mondiali indoor         | Maebashi   | 400 m piani | Semifinale       | 46"93       |      |
| 1999 | Mondiali indoor         | Maebashi   | 4x400 m     | Batteria         | 3'15"94     |      |
| 1999 | Europei under 23        | Goteborg   | 400 m piani | 7º               | 46"57       |      |
| 1999 | Europei under 23        | Goteborg   | 4×400 m     | 5º               | 3'06"33     |      |
| 1999 | Mondiali                | Siviglia   | 400 m piani | Quarti di finale | 46'21       |      |
| 1999 | Mondiali                | Siviglia   | 4x400 m     | Batteria         | 3'02"85     |      |
| 2000 | Europei indoor          | Gand       | 400 m piani | Argento          | 46"85       |      |
| 2000 | Giochi olimpici         | Sydney     | 400 m piani | Quarti di finale | 45"54       |      |
| 2000 | Giochi olimpici         | Sydney     | 4×400 m     | Batteria         | 3'06"87     |      |
| 2001 | Mondiali indoor         | Lisbona    | 400 m piani | 4º               | 46"99       |      |
| 2001 | Mondiali                | Edmonton   | 400 m piani | Semifinale       | 45"50       |      |
| 2001 | Mondiali                | Edmonton   | 4x400 m     | 6º               | 3'02"24     |      |
| 2002 | Europei indoor          | Vienna     | 400 m piani | Batteria         | dq          |      |
| 2002 | Europei indoor          | Vienna     | 4×400 m     | Bronzo           | 3'06"60     |      |
| 2002 | Europei                 | Monaco     | 400 m piani | Argento          | 45"24       |      |
| 2002 | Europei                 | Monaco     | 4×400 m     | Batteria         | 3'05"28     |      |
| 2003 | Mondiali indoor         | Birmingham | 400 m piani | Semifinale       | 47"17       |      |
| 2003 | Mondiali                | Parigi     | 400 m piani | Semifinale       | 45"63       |      |
| 2003 | Mondiali                | Parigi     | 4x400 m     | 5º               | 3'02"50     |      |
| 2004 | Mondiali indoor         | Budapest   | 400 m piani | Semifinale       | 46"70       |      |
| 2004 | Mondiali indoor         | Budapest   | 4x400 m     | Batteria         | 3'10"95     |      |
| 2004 | Giochi olimpici         | Atene      | 200 m piani | Batteria         | 21"18       |      |
| 2004 | Giochi olimpici         | Atene      | 400 m piani | Batteria         | 47"23       |      |
| 2004 | Giochi olimpici         | Atene      | 4×400 m     | Batteria         | 3'05"03     |      |
| 2005 | Europei indoor          | Madrid     | 400 m piani | Argento          | 46"64       |      |
| 2005 | Europei indoor          | Madrid     | 4x400 m     | 5º               | 3'11"72     |      |
| 2005 | Giochi del Mediterraneo | Almeria    | 400 m piani | Batteria         | 46"78       |      |
| 2005 | Giochi del Mediterraneo | Almeria    | 4x400 m     | Oro              | 3'03"65     |      |
| 2006 | Mondiali indoor         | Mosca      | 400 m piani | Batteria         | 47"38       |      |
| 2006 | Mondiali indoor         | Mosca      | 4x400 m     | Batteria         | 3'08"07     |      |